# Прилуки (Красноярский край)
Прилуки — деревня в Богучанском районе Красноярского края России. Входит в межселенную территорию Богучанского района.

## История
Деревня была основана в 1958 году.

## География
Деревня находится в северо-восточной части края, на правом берегу реки Уда, на расстоянии приблизительно 119 километров (по прямой) к юго-западу от села Богучаны, административного центра района. Абсолютная высота — 155 метров над уровнем моря.

## Население
| 2010 |
| ---- |
| 51   |

Гендерный состав
По данным Всероссийской переписи населения 2010 года в гендерной структуре населения мужчины составляли 54,9 %, женщины — соответственно 45,1 %.
Национальный состав
Согласно результатам переписи 2002 года, в национальной структуре населения русские составляли 98 % из 61 чел.

## Улицы
Уличная сеть деревни состоит из двух улиц.